# Dorsale de Gorringe
La dorsale de Gorringe est un mont sous-marin dans l'océan Atlantique. Il est situé à environ 210 km à l'ouest du Portugal, entre les Açores et le détroit de Gibraltar, le long de la zone de faille Açores-Gibraltar. Il est large d'environ 60 km et s'étend vers le nord-est sur 180 km. C'est, depuis 2015, une aire marine protégée du Portugal du programme Natura 2000. Si on la mesure depuis le fond de la plaine abyssale du Tage, la crête mesurerait plus de 5000 m de hauteur, ce qui en ferait la plus haute montagne du Portugal.

## Découverte
Au XIXe siècle, l'United States Coast Survey, connu à partir de 1878 sous le nom d'United States Coast and Geodetic Survey, s'est lancé dans un programme ambitieux visant à cartographier les fonds marins des principaux océans du monde. Cela a permis de produire des cartes détaillées des zones les moins profondes, mais les travaux en eaux profondes ont été entravés par le manque d’équipements suffisamment résistants. En 1872, le scientifique anglais Sir William Thomson a inventé un mécanisme de sondage de profondeur utilisant un fil métallique apportant une amélioration significative par rapport aux équipements de type corde utilisés auparavant. Cette machine de sondage Thomson a permis en, 1874, la découverte, de plusieurs monts sous-marins dans l'océan Pacifique à l'ouest des îles Hawaïennes. Il fut utilisé une seconde fois sur l'USS Gettysburg, un bateau à vapeur de haute mer de la marine américaine qui embarqua en 1875 une équipe du Bureau hydrographique des États-Unis pour cartographier en profondeur les fonds marins de l'Atlantique oriental. Le navire était commandé par le capitaine Henry Honychurch Gorringe. Le 6 novembre 1875, cette expédition découvrit la zone surélevée (appelée banc sous-marin Gorringe en référence au commandant du navire) et passa du temps à la cartographier. Ils ont déterminé qu'il contenait deux pics importants, qu'ils ont nommés Gettysburg - le plus haut, à une profondeur de 20 m - et Ormonde, le deuxième plus haut, a une profondeur de 33 m.

## Explorations ultérieures
Au début du XXe siècle, Albert Ier, prince de Monaco, passa un temps considérable à explorer et à cartographier le banc sous-marin Gorringe, en utilisant un total de trois navires : le Princess Alice, le Princess Alice II et l'Hirondelle II . Les noms des navires ont été donnés à plusieurs monticules et grands bancs entre Madère et les Açores.
La première expédition de plongée sous-marine documentée, telle que publiée dans le magazine Mundo Nautico, a été menée par David de Carvalho avec trois autres plongeurs : Miguel Oliveira, Alexandre Ramos et José Eduardo, et a eu lieu en octobre 1997. L'expédition a été rendue possible grâce au soutien de l'Institut hydrographique, du TMN et de l'Ipimar.
En juin 2005, l'organisation Oceana a lancé une vaste exploration de la biote sur les deux plus grands sommets de la dorsale de Gorringe. L'objectif était de catégoriser et de déterminer l'abondance relative des diverses formes de vie présentes sur place. Plus récemment, une expédition a été menée par la Fondation Oceano Azul en septembre 2024.

## Géologie
Le banc sous-marin de Gorringe a finalement été rebaptisé dorsale de Gorringe en raison de sa grande longueur et de la détermination selon laquelle il est le résultat de deux plaques tectoniques qui glissent l'une vers l'autre et l'une au-dessus de l'autre. Les limites des plaques convergent à la vitesse de 4 mm/an, et glissent les unes sur les autres. Le manteau supérieur et la croûte océanique sont exposés le long de cette crête. Du gabbro ferreux daté de 77 Millions d'années a été traversé par une intrusion. De plus, il y a 66 millions d'années, le panache mantellique du point chaud des Canaries a traversé la région et a provoqué l'intrusion de magma alcalin. Là où il y a une croûte, elle est très fine, de sorte que le Moho remonte jusqu'au fond de la mer. Les sédiments recouvrent le manteau, on pourrait donc les considérer comme une croûte. Depuis l'ère du Miocène, la croûte océanique s'est raccourcie, absorbée par les plissements et les chevauchements.
En 2003, une étude gravitationnelle et des anomalies magnétiques de la crête a conclu que le Moho est relativement plat sur toute la crête et que la partie supérieure de la crête correspond à un pli vers le nord-ouest. L'activité de poussée a probablement commencé il y a environ 20 millions d'années et a parcouru environ 20 kilomètres. Le mont sous-marin est composé de gabbros de la croûte océanique, de roches serpentinisées et de basaltes alcalins.

## Tremblement de terre de Lisbonne de 1755
Les sismologues modernes qui ont étudié la cause du tremblement de terre de Lisbonne de 1755 et du ras-de-marée qui en a résulté ont d'abord suspecté un déplacement de la crête de Gorringe, mais ont ensuite conclu qu'il s'agissait d'un événement simultané impliquant deux failles distinctes le long de la limite de la plaque africaine, les deux failles se déplaçant d'environ 20 mètres.

## Biome
La crête de Gorringe est un site particulier et unique en raison de sa grande diversité d'habitats et d'espèces, notamment de coraux, tels que des gorgones et des éponges des grands fonds. Les sommets sont couverts de forêts de varech. Plus de 850 espèces ont été recensées à ce jour.
Des organisations comme Oceana tentent depuis 2005 d’inclure la dorsale dans le réseau de sites protégés de l’océan Atlantique. Le 23 juillet 2015, un site d'importance communautaire, d'une superficie de 22 927,8 km2 a été autorisée par le gouvernement portugais, ce qui en fait la première zone marine protégée incluse dans le programme Natura 2000 dans la ZEE portugaise.
Bien que protégées, certaines zones ont été affectées par l'activité humaine et sont jonchées de matériel de pêche perdu.